# Montescot
Montescot (em catalão:  Montescot) é uma comuna francesa na região administrativa da Occitânia, no departamento dos Pirenéus Orientais. Estende-se por uma área de 6.02 km², e possui 1.680 habitantes, segundo o censo de 2018, com uma densidade de 280 hab/km².